# Cratere Flateyri
Flateyri  è un cratere sulla superficie di Marte.